# Françoise Remarck
Françoise Remarck  est ministre de la Culture et de la Francophonie de Côte d'Ivoire, depuis le 20 avril 2022. Elle est la 5e femme à occuper ce portefeuille ministériel, sur les 17 qui s'y sont succédé depuis 1971. 
Issue du secteur privé et femme politique ivoirienne, elle cumule plus de 25 années en direction dans les secteurs de la distribution, des médias pour le compte de groupes à l’international, particulièrement en Afrique. Elle a contribué à la création de CANAL+ Côte d’Ivoire avant de diriger l'entreprise.

## Biographie
Mère de trois enfants,, Françoise Remarck est titulaire d’un diplôme d’ingénieur – obtenu en 1986, à l'École supérieure de commerce d'Abidjan (Esca) – et d’un Executive MBA – qu’elle décroche à HEC Paris, en 2004.
Elle commence sa carrière professionnelle en 1986, chez Ernst & Young à Paris, en qualité de directrice de mission. Quelques années plus tard, en 1992, elle contribue à la création de la filiale de Canal+ Horizons en Côte d’Ivoire, en tant que membre de l’équipe projet qui négocie le contrat de concession société avec l'État ivoirien. 
Françoise Remarck va occuper successivement à Canal+ Horizons Côte d’Ivoire, les fonctions de : directrice financière (de 1994 à 1996), directrice générale adjointe (de 1996 à juin 1999), directrice générale (de juin 1999 à février 2003), présidente-directrice générale (de février 2003 à 2009)[source secondaire souhaitée]. 
Elle devient directrice générale de Canal Overseas Africa en juillet 2009. En 2010, elle est nommée directrice de la communication et des relations institutionnelles au sein du Groupe Canal+ Afrique en France. Elle est par la suite nommée directrice de communication de Canal+ Afrique, en 2012. 
Françoise Remarck rejoint en avril 2015 la Compagnie française d’Afrique de l’Ouest (Cfao), en qualité de directrice des relations institutionnelles et de la communication. 
En 2017, elle cofonde Africa Kiriwa Fund – une entreprise spécialisée dans l’accompagnement de jeunes entrepreneurs dans les industries culturelles et créatives en Afrique subsaharienne.
En sa qualité de membre du board de « Women in Business » et présidente de l’activité de mentorat au sein de « Women in Business Côte d’Ivoire », Françoise Remarck est une femme engagée auprès des jeunes et des femmes dans plusieurs initiatives à fort impact sociétal sur le continent africain, comme  le programme de mentorat en faveur du leadership féminin et l’insertion de jeunes filles déscolarisées.
Françoise Remarck est également vice-présidente de la Confédération générale des entreprises de Côte d’Ivoire (Cgeci), membre de l’Association des opérateurs privés de télévision d’Afrique (Opta) et membre du HEC Executive club de Côte d’Ivoire. Elle est aussi : membre du comité d’investissement de Comoé Capital, un fonds d’investissement qui soutient le développement des PME en Côte d’Ivoire ; membre des conseils d’administration d'A+ Ivoire et de la Bicici ; présidente du conseil d’administration de Canal+ Côte d’Ivoire.
C’est le 20 avril 2022 que Françoise Remarck fait son entrée dans le gouvernement ivoirien en tant que ministre de la Culture et de la Francophonie.

## Situation matrimoniale
En couple depuis bien longtemps, Françoise Remarck a célébré, le 21 mars 2023, son mariage religieux avec le vice-président de la Fédération ivoirienne de football (Fif), Malick Tohé.

## Distinctions
- Chevalier de l’Ordre national de Côte d’Ivoire[5],[11]

- Commandeur de l’Ordre de la communication de Côte d’Ivoire[14]

- Commandeur de l’Ordre national de Côte d’Ivoire, en 2012[4]

- Nommée dans le classement des 100 personnalités influentes de Côte d’Ivoire, en 2017 et 2018[4]

- Prix spécial du meilleur manager de la diaspora par les Bâtisseurs de l’économie africaine, en 2016[14]

- Prix d’excellence du Club Efficience, en 2016[14]

- Prix Émeraude 2009 des femmes actives dans le domaine du privé [5],[11]

- Prix d’excellence de l’édition 2007 des Bâtisseurs de l’économie ivoirienne[5],[11]